# Illes Crozet

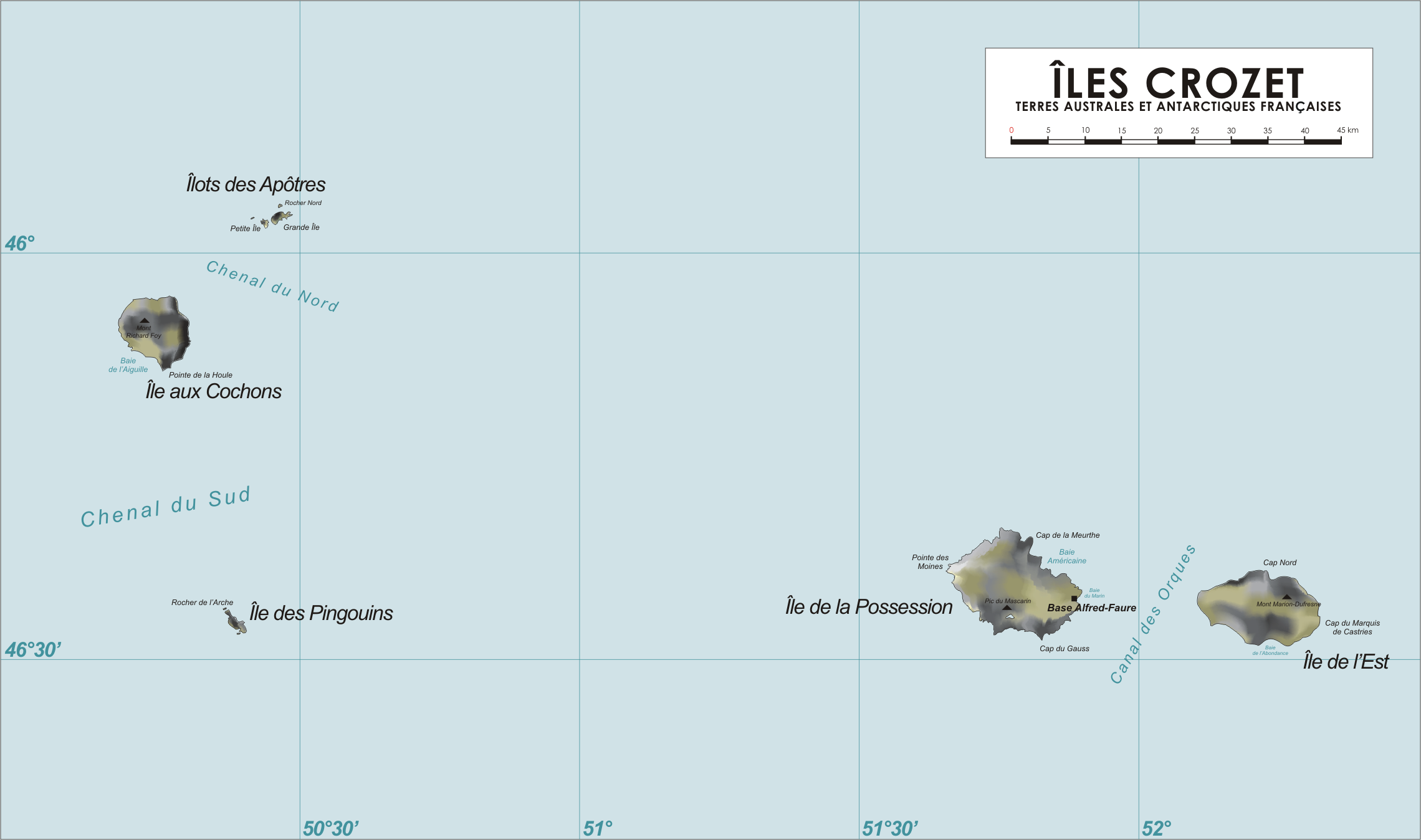
Mapa de les illes Crozet

Les illes Crozet formen un arxipèlag subantàrtic, situat al sud de l'oceà Índic. Administrativament, formen un dels quatre districtes de les Terres Australs i Antàrtiques Franceses, una col·lectivitat d'ultramar pertanyent a la República Francesa.

## Geografia
Les illes Crozet estan situades entre les latituds 45° 95’ i 46° 50’ Sud i les longituds 50° 33’ i 52° 58’ Est, al sud de l'oceà Índic entre Madagascar i l'Antàrtida. L'arxipèlag està dividit en dos grups que disten d'un centenar de quilòmetres:
- el grup occidental comprèn l'illa dels Cochons, l'illa dels Pingouins i els illots dels Apôtres;
- el grup oriental comprèn l'illa de la Possession i l'illa de l'Est.

La superfície total de l'arxipèlag és d'uns 325 km², essent l'illa de la Possession la més gran amb 146 km². És també aquesta illa l'única habitada, amb una vintena de científics que resideixen a la base Alfred Faure. L'altra illa oriental, l'illa de l'Est, és la segona en superfície de l'arxipèlag amb els seus 130 km². En canvi, les illes del grup occidental són més petites. Així, l'illa dels Cochons (la més gran del grup occidental) només fa 67 km² i l'illa dels Pingouins 3 km². Quant als illots dels Apôtres, es tracta d'un grup de 14 illes minúscules, que en total sumen una superfície d'1.2 km².
Les illes Crozet són d'origen volcànic, tot i que no es registra activitat volcànica des de fa molt de temps. A l'illa de l'Est s'ha trobat basalt de fa 8.8 milions d'anys.
El clima de les Crozet és fred, humit i ventós. Les temperatures rarament baixen dels 5 °C a l'hivern o sobrepassen els 18 °C a l'estiu. Les precipitacions són molt abundants; cauen més de 2.500 mm per any i hi plou una mitjana de 300 dies l'any. Els vents superen els 100 km/h uns cent dies l'any.

## Història
Les illes Crozet van ser descobertes per l'expedició de l'explorador francès Nicolas Thomas Marion-Dufresne, que va fer desembarcar al seu segon, Julien Crozet, a l'illa de la Possession el 24 de gener de 1772. Crozet va prendre possessió de l'arxipèlag en nom de França.
A començaments del segle xix, les illes Crozet eren visitades per caçadors de foques, fet que va provocar gairebé llur desaparició vers el 1835. Posteriorment, la caça de balenes va ser la principal activitat econòmica de l'arxipèlag, duta a terme sobretot per baleners de l'estat nord-americà de Massachusetts.
A partir de 1924, França, tot afirmant la seva sobirania sobre l'illa, va passar a administrar les illes Crozet com una dependència de l'illa de Madagascar. Finalment, el 1955, l'arxipèlag es convertí en un dels quatre districtes d'un nou territori d'ultramar, el territori de les Terres Australs i Antàrtiques Franceses.
Des de 1961, a l'illa de la Possession hi ha instal·lada la base científica permanent Alfred Faure, on viuen, segons l'estació, entre divuit i trenta persones. Els científics francesos realitzen investigacions en meteorologia, biologia, geologia, magnetisme terrestre i sismografia.

## Administració
L'arxipèlag de les Crozet forma un dels quatre districtes integrants de les Terres Australs i Antàrtiques Franceses. En cadascun d'aquests districtes hi ha un cap de districte (chef de district en francès) que representa a l'administrador superior de les TAAF. Actualment, el cap de districte de Crozet és Laurent Besnard, que ocupa aquest càrrec des d'agost de 2005. Els caps de districte són escollits per l'administrador superior de la col·lectivitat i el seu mandat és d'un any.
Els caps de districte són els encarregats de l'aplicació de la normativa relativa a les activitats humanes als territoris terrestres i marítims que es troben sota llur autoritat. Tenen la condició d'encarregats del Registre Civil i de policia judicial, i són els responsables de la seguretat dels béns i les persones.

## Faunaiflora

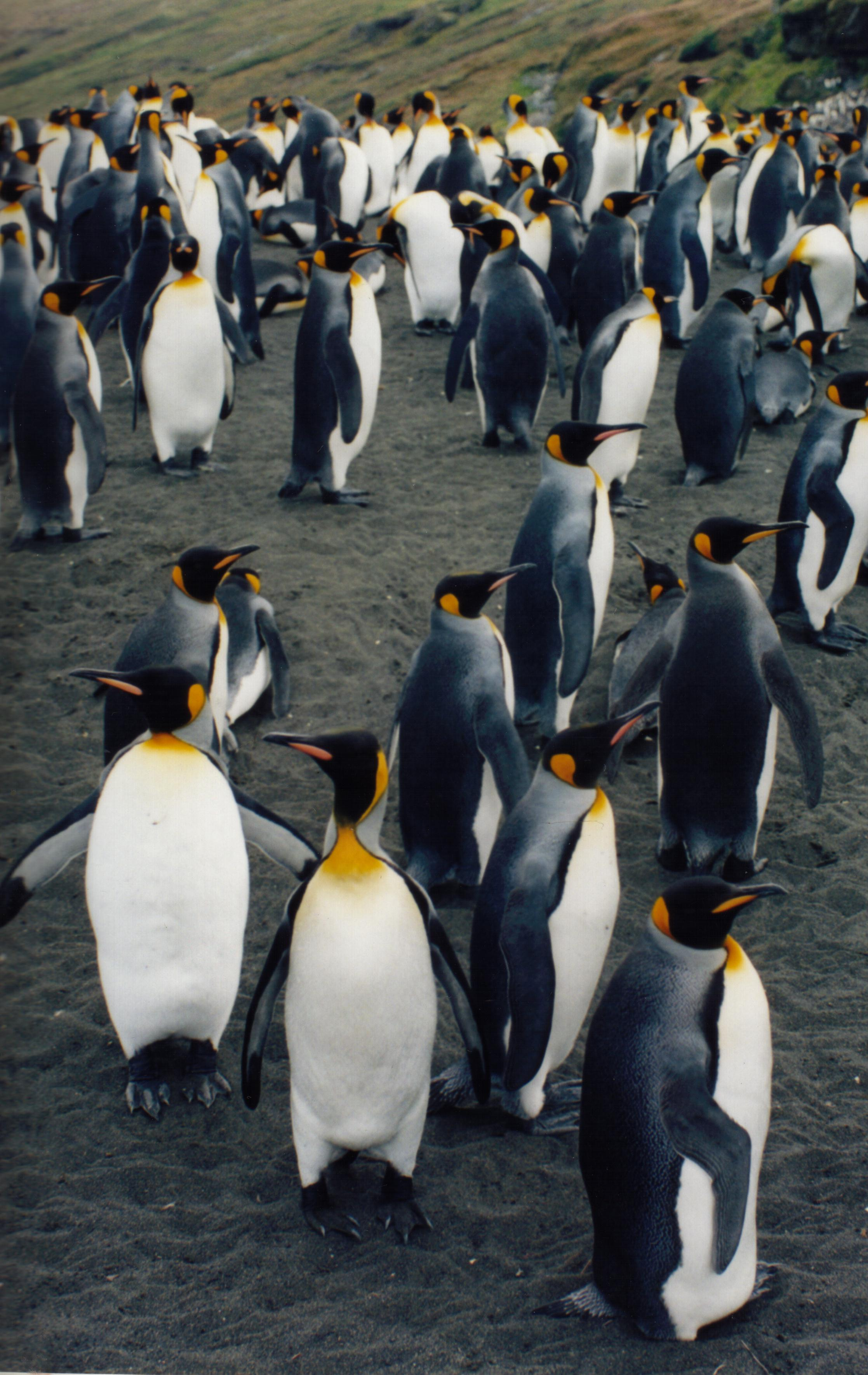
Pingüins australs reials a una platja de les illes Crozet

Les illes Crozet són conegudes per ser la reserva natural d'aus més gran del món. Hom hi troba quatre espècies de pingüins, com ara el pingüí austral reial i el pingüí emperador.
D'entre la resta d'animals que viuen a les illes Crozet destaquen algunes espècies d'ocells (petrells i albatros -una cinquena part dels albatros de l'hemisferi sud viuen en aquest arxipèlag-) i de mamífers marins (llops marins, elefants marins i orques).
Des de 1938, les illes Crozet són una reserva natural.
La introducció d'espècies foranes (ratolins i rates, i posteriorment gats per a caçar aquests rosegadors) ha causat greus danys a l'ecosistema original, principalment a conseqüència de la depredació dels ous de les aus locals i de les petites espècies de petrells. Els porcs i les cabres introduïts, respectivament, a les illes dels Cochons i de la Possession com a font d'alimentació han estat exterminats.
Quant a les espècies vegetals, la situació és similar a la de la fauna: les espècies foranes proliferen sovint en detriment de les espècies locals.
D'entre els problemes que afecten actualment la fauna de les illes Crozet, hom destaca la pesca il·legal del lluç per part de naus no autoritzades.